# Alessandro François
Alessandro François (Florencia, 1796-1857) arqueólogo florentino famoso por ser el descubidor del Vaso François y la Tumba François, pionero en la Arqueología etrusca.

## Biografía
Alessandro François (Florencia, 1796-1857) arqueólogo florentino famoso por ser el descubidor del Vaso François y la Tumba François, experto en Arqueología etrusca.
François viajó mucho en su juventud. En 1825 comenzó a excavar sitios etruscos, primero en la Cosa (hasta 1828) y luego en Cortona en 1843. También trabajó en excavaciones en Volterra, Fiesole, Vetulonia, Populonia, Chiusi y Vulci.
En 1844 François descubrió fragmentos de cerámica de figuras negras en Fonte Rotelle cerca de Chiusi, en las proximidades de varias tumbas saqueadas. Los vasos espectaculares dejaron impresionado al arqueólogo Arcangelo Michele Migliarini (1779-1865), que animó a François para buscar más fragmentos. 
En 1845 François recuperó cinco piezas más. Las piezas fueron ensambladas por Vincenzo Monni y Giovan Gualberto Franceschi en un vaso completo. El tamaño y la calidad de la vasija fueron una sensación inmediata. 
Leopoldo II, Gran Duque de Toscana, adquirió para el Uffizi en 1846. Emil Braun, primer secretario del Instituto de Arqueología de Roma, fue el primero que lo publicó. Una pieza adicional fue descubierta y donada al museo por Carlo Strozzi. 
François, que trabajó como comisario de guerra para el duque, quiso fundar un museo que tuviera sus hallazgos. Junto con el epigrafista Adolphe Noël des Vergers (1805-1867) creó su propia sociedad de excavación. Mantuvo sus hallazgos en su casa en Florencia. 
Tras numerosos intentos fallidos de fundar un museo público en Italia, se volvió hacia el gobierno francés, también sin éxito. En 1857 François hizo un segundo gran hallazgo, una tumba etrusca pintada profusamente, actualmente se cree que es del siglo IV a. C. François cayó enfermo y murió, poco después.
François prestó su nombre a dos monumentos importantes de la Historia del Arte: el Vaso François y la tumba François.

## El Vaso François
El Vaso François es un elemento importante en la historia de la cerámica griega, tiene un buen tamaño (66 cm), es una crátera con volutas con un diseño de figuras negras, firmada tanto por el alfarero, Ergotimos, y el pintor, Kleitias. 
El trabajo del ático ha sido datado en 570 a. C.  En el año 1900, el Vaso François fue restaurado por Pietro Zei, incorporando el fragmento Strozzi, pero falta una pieza que había sido robada. Esa pieza fue devuelta en 1904. Una nueva reconstrucción se llevó a cabo en 1973. Hoy la crátera se encuentra en el Museo Arqueológico de Florencia.